# Pierre Seron (striptekenaar)
Pierre Seron (Chênée, 9 februari 1942 – Saint-Bénézet, 24 mei 2017) was een Belgisch striptekenaar die voornamelijk bekend is voor zijn stripreeks De Minimensjes.

## Biografie
Omdat zijn vader als ingenieur veel reisde, bracht Seron zijn jeugd door in de Franse stad Libourne, op het platteland rond Bordeaux, in de Ardennen en in de Canadese stad Montreal. In 1957 begon hij een opleiding aan de École Supérieure des Arts Saint-Luc in Luik.
In 1961 begon Seron als assistent bij striptekenaar Dino Attanasio bij uitgeverij Le Lombard in Brussel. Na een jaar stopte hij vanwege zijn dienstplicht. Zijn diensttijd duurde 18 maanden, maar het zou nog tot 1966 weer terugkeerde naar het beroep van striptekenaar. In dat jaar ging hij onder het pseudoniem Foal werken als assistent bij Mittéï en Maurice Maréchal.
In juni 1967 debuteerde Seron in het stripblad Spirou/Robbedoes met het korte verhaal "Des vacances de milliardaire", geschreven door Victor Hubinon. In datzelfde jaar begon hij ook met zijn langlopende stripreeks De Minimensjes. Voor deze strip werkte Seron samen met meerdere scenaristen, waaronder lange tijd met Mittéï, die ook wel signeerde als Hao. Van De Minimensjes verschenen tot 2004 in totaal 44 albums. Eind de jaren 70 tekende Seron voor Spirou/Robbedoes de stripreeks Aurora en Ulysses (ook bekend als Centauren). Van 1999 tot 2009 verschenen er van zijn hand zes albums van de erotische stripreeks De minivrouwtjes, wat ondanks de naam geen spin-off is van de De Minimensjes.
De tekenstijl van Seron doet sterk denken aan de stijl van diens held André Franquin.
In 2014 ging Seron noodgedwongen op pensioen. Hij overleed op 24 mei 2017 op 75-jarige leeftijd.
- Biblioteca Nacional de España: XX962238
- Bibliothèque nationale de France: cb11924483v (data)
- Gemeinsame Normdatei: 136396321
- International Standard Name Identifier: 0000 0000 7133 4180
- Library of Congress Control Number: no2009141196
- Nationale Bibliotheek van Tsjechië: xx0165932
- Nederlandse Thesaurus van Auteursnamen: 069115575
- Système universitaire de documentation: 02713296X
- Virtual International Authority File: 22148724